# Jastrowie

Jastrowies vapen.

Jastrowie är en stad i Powiat złotowski i Storpolens vojvodskap i västra Polen. Jastrowie, som för första gången omnämns i ett dokument från år 1363, hade 8 667 invånare år 2013.